# 莱氏壶蛛
莱氏壶蛛（学名：Crossopriza lyoni）为幽灵蛛科壶蛛属的动物。分布于印度至几内亚、台湾岛以及中国大陆的广西、福建、浙江等地。